# El hijo de Kong
El hijo de Kong (The Son of Kong) es una película estadounidense de aventuras de 1933 dirigida por Ernest B. Schoedsack. Es la secuela del exitoso film King Kong. Producida y estrenada en 1933, inmediatamente después de King Kong, tuvo un modesto éxito de taquilla.

## Argumento

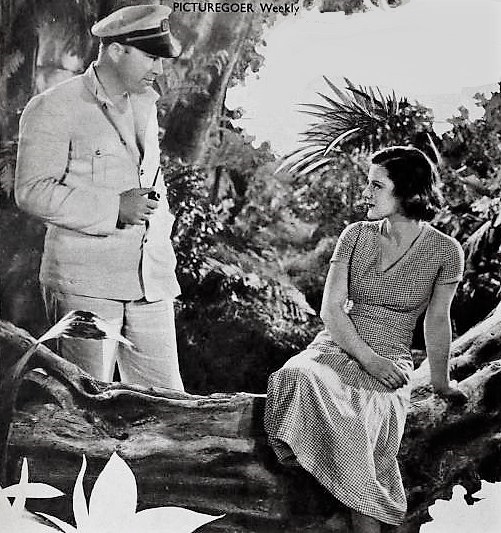
Robert Armstrong y Helen Mack en la película

La historia transcurre aproximadamente  un mes después del dramático final de la primera entrega, y sigue los pasos de las  nuevas aventuras de Carl Denham (interpretado de nuevo por Robert Armstrong), ahora implicado en numerosos pleitos debido a la destrucción causada por Kong. Denham parte de Nueva York con el mismo capitán del barco que llevó a Kong a la civilización, y se unen con el marinero que vendió a Carl el mapa de Isla Calavera (Hellstrom), que cree que la isla guarda un gran tesoro. Junto a Hilda, una amaestradora de monos para números circenses, se dirigen a la Isla Calavera, donde conocen a Kiko, el supuesto hijo de Kong y último en su especie. (Un nombre usado durante la producción pero nunca citado en la película). Por desgracia Kiko muere, como todas las criaturas de la Isla Calavera, cuando la isla se hunde en el mar debido a un gran terremoto.

## Producción
La película fue producida y estrenada en 1933, inmediatamente después del gran éxito de King Kong, y fue un éxito moderado. La guionista Ruth Rose hizo intencionadamente una película más pequeña, menos seria y con menos pretensiones que la primera. Ella misma dijo: "Si no puedes hacer algo más grande, por lo menos que sea divertido". Por su parte, Robert Armstrong, el actor que encarna a Denham, siempre dijo que prefería esta segunda película porque desarrolla mucho más su personaje.
El guion original incluía escenas de guerras tribales y un clímax con una estampida de dinosaurios durante el terremoto que hunde la isla al final del film. Para la estampida se iban a utilizar los modelos ya usados en la película Creación de 1931, y también utilizados para el primer King Kong, pero al final nunca llegaron a rodarse debido al ajustado presupuesto y a lo apretado del calendario.
En el momento del estreno del film, se desconocía la existencia de gorilas albinos como el de la película; el primer gorila albino documentado fue Copito de Nieve, capturado en Guinea Ecuatorial en 1966. Esto es considerado como una casualidad.